# Carlos Alberto Fernández
Carlos Alberto Fernández (Tandil, 14 de marzo de 1959) es un político argentino de la Unión Cívica Radical, que se desempeñó como diputado nacional por la provincia de Buenos Aires entre 2017 y 2021. Fue senador provincial por la 5ª sección electoral entre 2009 y 2017.

## Biografía
Nació en Tandil (provincia de Buenos Aires) en 1959. De joven adhirió en política a la Unión Cívica Radical (UCR). Entre 1983 y 1985 se desempeñó como secretario del Concejo Deliberante del partido de Tandil, el cual integró como miembro elegido en 1987-1991, 1993-1997 y 1997-2001, desempeñándose como presidente del bloque de concejales radicales en su último período. Entre 1999 y 2003 fue presidente del mismo.
Entre 1986 y 1987 fue asesor del entonces presidente de la Cámara de Diputados de la Nación Argentina Juan Carlos Pugliese. Fue candidato a intendente de Tandil en 1999 y entre 2003 y 2007 se desempeñó como secretario general del municipio, en la primera gestión de Miguel Ángel Lunghi. Entre ese año y 2009 fue jefe de gabinete de la municipalidad.
En las elecciones provinciales de 2009, fue elegido al Senado de la Provincia de Buenos Aires por la 5.° Sección Electoral, siendo vicepresidente del bloque de senadores radicales hasta 2011 y presidente del mismo hasta 2015. Había sido reelegido en 2013 por el Frente Progresista Cívico y Social y desde 2015 fue vicepresidente primero del Senado bonaerense.
En las elecciones legislativas de 2017, fue elegido diputado nacional, siendo el sexto candidato en la lista de Cambiemos en la provincia de Buenos Aires, que obtuvo el 42,18% de los votos. Se desempeña como presidente de la comisión de Defensa Nacional e integra como vocal las comisiones de Comercio; de Industria; del Mercosur; y de Seguridad Interior. Votó a favor de los dos proyectos de ley de interrupción voluntaria del embarazo que fueron debatidos por el Congreso en 2018 y 2020.
En el ámbito partidario, ha sido vocal en la comisión directiva, convencional y vicepresidente de la UCR de la provincia de Buenos Aires (2016-2021).